# Bahon (ort)
Bahon är en ort i Haiti.   Den ligger i departementet Nord, i den nordöstra delen av landet, 110 km norr om huvudstaden Port-au-Prince. Bahon ligger 197 meter över havet och antalet invånare är 1 618.
Terrängen runt Bahon är huvudsakligen kuperad. Bahon ligger nere i en dal. Runt Bahon är det ganska tätbefolkat, med 207 invånare per kvadratkilometer. Närmaste större samhälle är Saint-Raphaël, 9,1 km väster om Bahon. Omgivningarna runt Bahon är en mosaik av jordbruksmark och naturlig växtlighet.